# Midori de Habich
Midori Musme Cristina Esther de Habich Rospigliosi (Tokio, Japón, 24 de mayo de 1955) es una economista peruana. Es magíster en política y planificación económica. Fue Ministra de Salud del Perú, de 23 de julio de 2012 a 5 de noviembre de 2014.

## Biografía
Hija del embajador Edgardo M. de Habich y Palacio y de Cristina Rospigliosi López,  y bisnieta del reconocido ingeniero Eduardo de Habich. Estudió en la Pontificia Universidad Católica del Perú, obteniendo el grado de Bachiller en Economía, hizo maestría en Política y Planificación económica en el Instituto de Estudios Sociales de la Universidad Erasmo de La Haya.
Laboró en el Banco Central de Reserva, llegando a ser analista y gerente del Departamento de Estudios Sociales, posteriormente laboró como jefa del Departamento de Indicadores Macroeconómicos de 1984 a 1994. Fue asesora técnica del Ministerio de Salud (1989-1991) y coordinadora senior de Proyecto 2000 financiado por la Agencia de los Estados Unidos para el Desarrollo Internacional analizando el sistema público de salud de 1995 a 2002 y directora del proyecto PHRPlus.

### Ministra de Salud
El 23 de julio de 2012 juramentó en el Salón Dorado de Palacio de Gobierno como Ministra de Salud, formando parte del tercer gabinete ministerial del gobierno del presidente Ollanta Humala, el cual estaba presidido por Juan Jiménez Mayor. El 31 de octubre de 2013, fue ratificada en dicho cargo, al asumir la presidencia del gabinete ministerial César Villanueva Arévalo.
Durante su gestión orientó sus esfuerzos en implementar la Reforma de la Salud, por lo que recibió el rechazo de un sector del gremio médico. Dicha reforma, así como el nuevo esquema salarial que impuso a los profesionales de la salud, originó una prolongada huelga médica de 150 días, a través de la Federación Médica Peruana (FMP). Luego de la huelga, el Congreso de la República presentó una moción de censura contra la ministra, por permitir que la huelga se prolongara por casi cinco meses. Sin embargo, presumiblemente para evadir su presentación en el recinto legislativo, Midori de Habich presentó su renuncia al ministerio, el 5 de noviembre de 2014. Le sucedió el hasta entonces viceministro de Salud Pública Aníbal Velásquez Valdivia.
| Predecesor: Alberto Tejada Noriega | Ministra de Salud del Perú 23 de julio de 2012-5 de noviembre de 2014 | Sucesor: Aníbal Velásquez Valdivia |